# En bok för alla
En bok för alla är ett svenskt bokförlag som startades 1976 för att med statligt stöd ge ut kvalitetslitteratur till lågt pris. Från och med 2007 har det statliga stödet dragits in. En bok för alla ger idag[när?] ut omkring 20-25 titlar per år och utgivningen består till största del av återutgivning av barn- och ungdomsböcker till lågt pris. 
En bok för alla driver också en omfattande läsfrämjande verksamhet i samverkan med föreningsliv och fackliga organisationer, skolor, bibliotek och barn- och ungdomsorganisationer där syftet är att öka läsandet speciellt bland läsovana grupper.

## Verksamhet
Böckerna säljs genom bokhandeln och genom en väl utbyggd ombudsverksamhet. På platser där andra försäljningskanaler saknas ger prenumerationssystemet en möjlighet för kunder. Böckerna väljs ut i samråd med en referensgrupp bestående av kritiker, författare och bibliotekarier.
En bok för alla ger ut ett flertal antologier för barn. Många kommuner delar ut dessa som bokgåvor via bibliotek och barnavårdscentraler, bland annat för att stimulera barns språkutveckling.
Idag arbetar En bok för alla med olika läsfrämjande projekt som riktar sig mot läsovana och utsatta barn och unga. Bland dessa finns Letterbox Club, Läsa för integration och Läs för mig pappa!
En bok för alla delar genom Föreningen En bok för allas vänner, varje år ut "Årets läsfrämjarpris".
En bok för alla är idag ett ideellt aktiebolag och drivs utan vinstutdelning. Eventuella överskott används för att hålla bokpriserna så låga som möjligt och för läsfrämjande arbete. Bolaget ägs av Alfabeta Media AB, Föreningen En bok för allas vänner, och Ordfront förlag. I förlagets styrelse finns också Arbetarnas bildningsförbund och Studieförbundet Vuxenskolan representerade.

## Historik
En bok för alla startade genom ett statligt initiativ. Litteraturutredningen, som arbetade mellan 1968 och 1974, såg som ett av sina huvudmål att skapa bättre möjligheter för flera människor att läsa god litteratur. Litteraturutredningen ville skapa ett alternativ till vad man sammanfattande benämnde ”triviallitteratur” och föreslog därför statligt stöd till ett massmarknadsförlag, som skulle ge ut prisbillig kvalitetslitteratur. Regeringen ville gärna förverkliga förslaget och vände sig så småningom till stiftelsen Litteraturfrämjandet med en förfrågan om man där var villig att åta sig uppdraget. Att valet föll på Litteraturfrämjandet berodde på att stiftarna bestod av bland annat fackföreningsrörelsen, lantbrukskooperationen och konsumentkooperationen. Man menade att genom ett engagemang från de stora folkrörelserna skulle man automatiskt få tillgång till en kanal med förbindelser rätt ut i folkets breda lager.
1992 lades Litteraturfrämjandet ned och En bok för alla omvandlades till ett ideellt aktiebolag, i vilka ABF, Studieförbundet Vuxenskolan, Ordfront samt Föreningen En bok för allas vänner ägde varsin fjärdedel. I mars 2009 sålde ABF och Studieförbundet Vuxenskolan sina andelar till Ordfront.
Då förlaget 2001 fyllde 25 år hade över tusen titlar utkommit till en sammanlagd upplaga på nästan 35 miljoner exemplar. Man gav då ut 20 vuxenböcker och 30 barn- och ungdomsböcker årligen. 45 procent av inkomsterna var statsbidrag och resten försäljningsintäkter. Vid starten 1976 var bokpriset 5 kronor och det hade 2001 ökat till 30 kronor. Man hade vid millennieskiftet omkring bokombud runt om i landet.
Statsstödet till verksamheten upphörde vid utgången av år 2007, vilket innebar att både verksamhet och utgivning krymptes, men ändå fortsatte enligt den ursprungliga grundidén.

## Övrigt
En bok för alla ska inte förväxlas med det snarlika En bok åt alla, som var ett läsfrämjande projekt från Stiftelsen Boken i Sverige (med bokhandlarnas branschorganisationer som huvudmän), som drevs i samarbete mellan bokhandel, bibliotek och skola och under sin tillvaro omfattade 40 000 skolelever, startat 1996 och nedlagt i mars 2011.

## De första årens utgivning

### 1976
- Ditlevsen, Tove (1976). Två som älskar varandra. Libris 7641752. ISBN 91-7448-000-6 - Svensk originalupplaga 1961.
- Grün, Max von der (1976). Halt väglag. Libris 7641753. ISBN 91-7448-001-4 - Svensk originalupplaga 1975.
- Lo-Johansson, Ivar (1976). Gårdfarihandlaren. Libris 7641754. ISBN 9174480022 - Originalupplaga 1953.
- Nordkvist, Karl Rune (1976). En dag i oktober. Libris 7641755. ISBN 91-7448-003-0 - Originalupplaga 1972.
- Salje, Sven Edvin (1976). På dessa skuldror. Libris 7641756. ISBN 9174480049 - Originalupplaga 1942.

### 1977
- Alfvén, Inger (1977). Städpatrullen. Libris 7641770. ISBN 9174480200 - Originalupplaga 1976.
- Allansson, Ove (1977). Resan till Honduras. Libris 7641758. ISBN 9174480065 - Originalupplaga 1967.
- Andersson, Ingrid (1977). Ensamheten. Libris 7641772. ISBN 91-7448-022-7 - Originalupplaga 1976.
- Ekman, Kerstin (1977). Menedarna. Libris 7641762. ISBN 91-7448-011-1 - Originalupplaga 1970.
- Fridell, Folke (1977). Syndfull skapelse. Libris 7641773. ISBN 9174480235 - Originalupplaga 1948.
- Gustaf-Janson, Gösta (1977). Kärlekens decimaler. Libris 7641771. ISBN 91-7448-021-9 - Originalupplaga 1959.
- Hergin, Hans (1977). Bryta sigill. En bok för alla, 99-0130108-4. Libris 7641759. ISBN 91-7448-007-3 - Originalupplaga 1968.
- Husáhr, Owe (1976). Jeriko. Libris 7641757. ISBN 91-7448-005-7 - Originalupplaga 1958.
- Huovinen, Veikko (1977). Fårätarna. Libris 7641774. ISBN 91-7448-024-3 - Originalupplaga 1977.
- Högstrand, Olle (1977). Skulden. Libris 7641763. ISBN 9174480138 - Originalupplaga 1973.
- Jersild, P. C (1977). Stumpen. Libris 7641767. ISBN 91-7448-017-0 - Originalupplaga 1973.
- Jonsson, Thorsten (1977). Konvoj. Libris 8374508. ISBN 91-7448-025-1 - Originalupplaga 1947.
- Lee, Laurie (1977). Cider med Rosie. Libris 7641764. ISBN 9174480146 - Svensk originalupplaga 1961.
- Lundqvist, Eric (1977). Ingen tobak inget halleluja : en sannfärdig berättelse om missionären Algot Svenssons underbara omvändelse på Nya Guinea. Libris 7641776. ISBN 91-7448-027-8 - Originalupplaga 1956.
- Martinson, Moa (1977). Kvinnor och äppelträd. Libris 7641768. ISBN 9174480189 - Originalupplaga 1933.
- Molin, Lars (1977). Bomsalva. Libris 7641765. ISBN 9174480154 - Originalupplaga 1970.
- Sandel, Cora (1977). Kranes konditori. Libris 7641777. ISBN 9174480286 - Svensk originalupplaga 1946.
- Siwertz, Sigfrid (1977). Glasberget. Libris 7641760. ISBN 91-7448-008-1 - Originalupplaga 1952.
- Slocum, Joshua (1977). Ensam seglare jorden runt. Libris 7641766. ISBN 9174480162 - Svensk originalupplaga 1921.
- Stancu, Zaharia (1977). Uruma - tatarens dotter. Libris 7641769. ISBN 91-7448-019-7 - Svensk originalupplaga 1973.
- Waldemarsson, Eva (1977). Pärlhönan. Libris 7641761. ISBN 91-7448-010-3 - Originalupplaga 1971.

### 1978
- Alopaeus, Marianne (1978). Mörkrets kärna. Libris 7641784. ISBN 91-7448-035-9
- Axelsson, Sun (1978). Eldens vagga. Libris 7641778. ISBN 9174480294 - Originalupplaga 1962.
- Börge, Göran (1978). Agenten. Libris 7641794. ISBN 9174480464
- Claesson, Stig (1978). Västgötalagret. Libris 7641795. ISBN 9174480472
- Dagerman, Stig (1978). Bröllopsbesvär. Libris 7641779. ISBN 9174480308 - Originalupplaga 1949.
- Ekerwald, Carl-Göran (1978). Polskt socker från Norge. Libris 7641796. ISBN 9174480480
- Eriksson, Maj-Britt (1978). Kvinnorna på Gråskär. Libris 7641785. ISBN 9174480367
- Fjällstedt, Linnéa (1978). Hungerpesten. Libris 7641790. ISBN 9174480413
- Fridegård, Jan (1978). En natt i juli. Libris 7641780. ISBN 91-7448-031-6 - Originalupplaga 1933.
- Istrati, Panait (1978). Kyra Kyralina. Libris 7641781. ISBN 91-7448-032-4 - Svensk originalupplaga 1926.
- Koestler, Arthur (1978). Natt klockan 12 på dagen. Libris 7641782. ISBN 91-7448-033-2 - Svensk originalupplaga 1941.
- Kvinnors dikt om kärlek : en antologi  / av Elisabet Hermodsson ; medarbetare: Greta Renborg ; inledande essä: Elisabet Hermodsson. En bok för alla, 99-0130108-4. 1978. Libris 7641793. ISBN 9174480456
- Larsson, Zenia (1978). Skuggorna vid träbron. Libris 7641797. ISBN 91-7448-049-9
- Linderholm, Helmer (1978). Kommer aldrig mitt skepp. Libris 7641798. ISBN 9174480502
- Lindqvist, Sven (1978). Myten om Wu Tao-tzu. Libris 7641792. ISBN 9174480448
- Ljungquist, Walter (1978). Ombyte av tåg. Libris 7641786. ISBN 91-7448-037-5
- Lundgren, Max (1978). Hunden som äntligen visslade. Libris 7641783. ISBN 91-7448-034-0 - Originalupplaga 1962.
- Rådström, Pär (1978). Ärans portar. Libris 7641802. ISBN 9174480545
- Saint-Exupéry, Antoine de (1978). Postflyg syd. Libris 7641787. ISBN 9174480383
- Tikkanen, Henrik (1978). 30-åriga kriget. Libris 7641789. ISBN 9174480405
- Traven, B; Forsström A (1978). Dödsskeppet. Libris 7641791. ISBN 91-7448-042-1
- Widebäck, Barbro (1978). Två stenar på min grav. Libris 7641788. ISBN 9174480391